# Joseba Agirre Oliden
Joseba Agirre Oliden es un exfutbolista español formado en la cantera de la Real Sociedad. Jugaba como centrocampista. Nació en Orio (Guipúzcoa) el 24 de marzo de 1977. Debutó en la Primera División de España el 25 de mayo de 1996 en un partido entre el Racing de Santander y la Real Sociedad disputado en los Campos de Sport de El Sardinero. Su último equipo fue el Club Deportivo Laudio. 

## Clubes
| Club                          | País   | Año       |
| ----------------------------- | ------ | --------- |
| Real Sociedad                 | España | 1996      |
| CD Castellón                  | España | 1998-2002 |
| Centre d'Esports L'Hospitalet | España | 2002-2003 |
| CF Ciudad de Murcia           | España | 2003      |
| Club Deportivo Toledo         | España | 2003-2004 |
| Real Unión Club               | España | 2004-2010 |
| Club Deportivo Laudio         | España | 2010-2014 |